# Mineralogía óptica

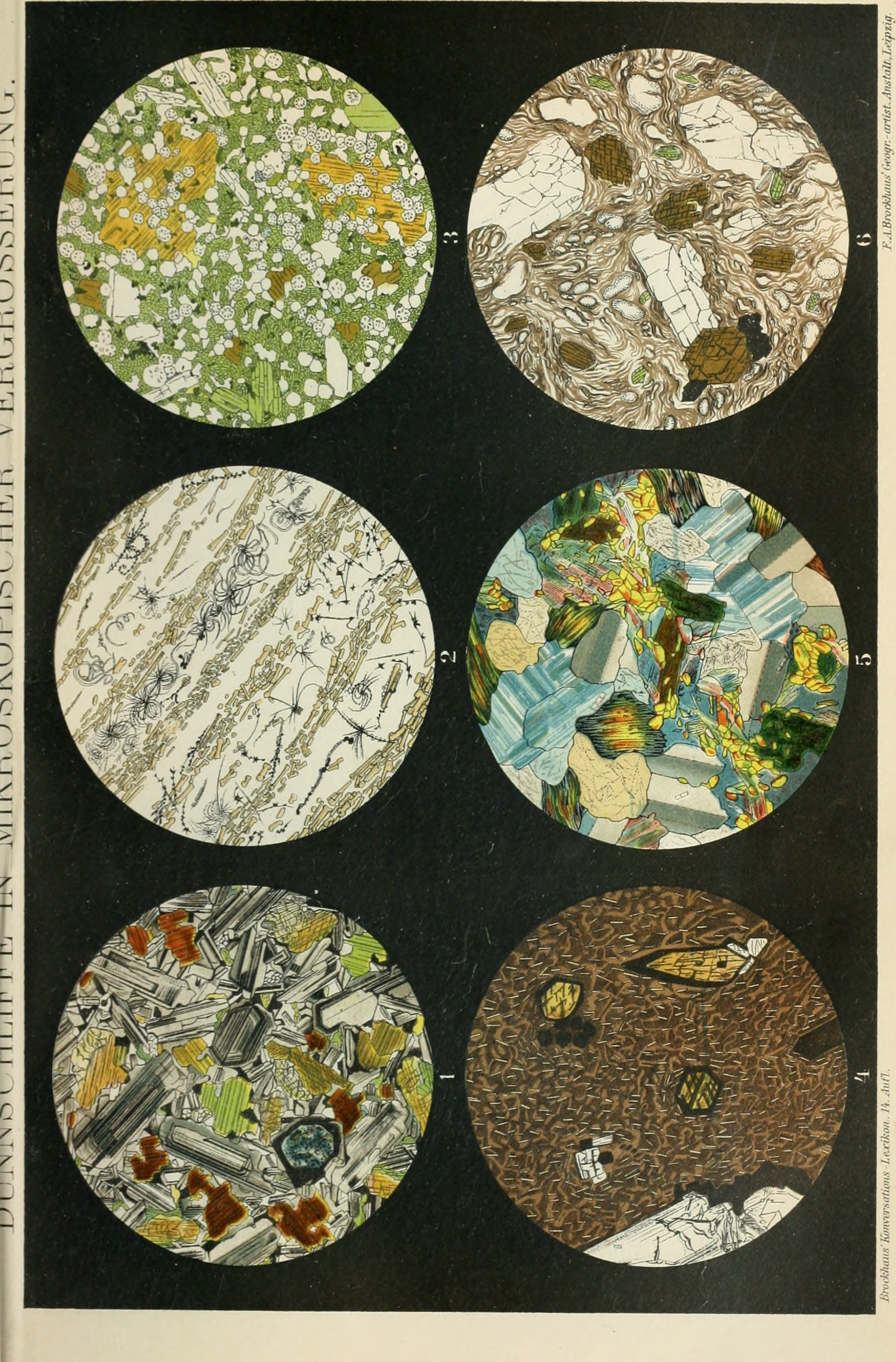
Imagen de muestras petrográficas. Brockhaus Konversations-Lexikon (1892)

La mineralogía óptica es parte de las geociencias educativas y de la mineralogía en sí, donde la descripción, clasificación y nomenclatura de distintas rocas y minerales se lo debe hacer de manera precisa, utilizando criterios de texturas y composición que solo pueden ser observables con el microscopio óptico y estudiada por la microscopía óptica.  
En sí la microscopía óptica es la identificación de minerales transparentes (cuarzo, piroxeno, anfíbol, etc.) mediante sus diferentes propiedades ópticas, tanto en luz natural como en luz polarizada y es común el uso de láminas delgadas en las cuales mediante el uso del microscopio petrográfico, es posible identificar el tipo de roca y composición mineral que no fue reconocido en el campo de manera macroscópica, así como también el grado de alteración de la roca.

## Propiedades ópticas de los minerales
Las propiedades ópticas de los minerales se dividen en función de las dos clases de luz utilizadas en su análisis:

### Luz natural

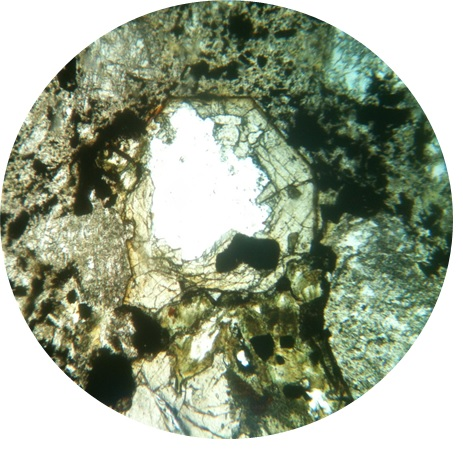
Piroxeno alterado, luz natural

Es la región del espectro electromagnético que el ojo humano es capaz de percibir, es la radiación electromagnética en este rango de longitud de onda, que va desde 4000 a 7000 ángstroms, donde la luz puede actuar como un movimiento ondulatorio. Las propiedades ópticas son las siguientes:
- Color
- Forma
- Textura (petrología)
- Pleocroismo
- Exfoliación (o clivaje)
- Lustre
- Raya

### Luz polarizada

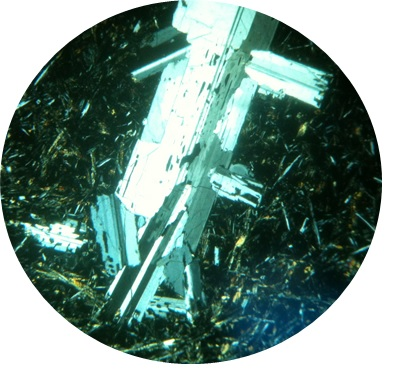
Plagioclasas en luz polarizada

Las ondas por naturaleza pueden vibrar en cualquier dirección y se propagan hacia varios planos de los minerales, sin embargo en algunos casos estas ondas pueden ser encapsuladas en un único plano de vibración, cuando existe esta restricción, se puede decir que la luz está polarizada. 
- Birrefringencia
- Línea de Becke
- Maclas
- Pleocroísmo